# Rhinoptilus bitorquatus
Il corrione di Jerdon (Rhinoptilus bitorquatus, Blyth 1848) è un raro uccello della famiglia Glareolidae.

## Sistematica
Rhinoptilus bitorquatus non ha sottospecie, è monotipico.

## Distribuzione e habitat
Questo corrione vive in India unicamente in alcune zone degli stati di Andhra Pradesh, Madhya Pradesh e Orissa.